# Roberto Colciago
Roberto Colciago (né le 4 avril 1968  à Saronno, dans la province de Varèse, en Lombardie) est un pilote automobile italien. Il est pilote Seat en WTCC.

## Palmarès
- 1990 : Championnat d'Italie de Formule 3, champion (3 victoires)
- 1999 : Championnat d'Italie de voitures de tourisme, 3e (4 victoires)
- 2001 : Championnat de Suède de voitures de tourisme, champion (7 victoires)
- 2002 : Championnat de Suède de voitures de tourisme, champion (5 victoires)
- 2006 : Championnat d'Italie de Super-Tourisme, champion (4 victoires)